# Consejería de Desarrollo Educativo y Formación Profesional de la Junta de Andalucía
La Consejería de Desarrollo Educativo y Formación Profesional es el departamento de la Junta de Andalucía encargado de las competencias autonómicas en cuanto a regulación y administración de la enseñanza no universitaria en toda su extensión, niveles 
y grados, modalidades y especialidades. De manera no exhaustiva, esta abarca educación infantil, primaria, secundaria y formación profesional.
Recibe este nombre desde el inicio de la XII legislatura (2022-2026).
La titular de la consejería y máxima responsable es María del Carmen Castillo Mena y tiene su sede en el edificio Torre Triana, c/ Juan Antonio de Vizarrón, s/n, de la Isla de la Cartuja, Sevilla.

## Historia
La Consejería de Desarrollo Educativo y Formación Profesional fue creada el 26 de julio de 2022, día de entrada en vigor mediante publicación en el BOJA del Decreto del Presidente 10/2022, de 25 de julio, sobre reestructuración de Consejerías. En su artículo 4 se establece que     

"Corresponden a la Consejería de Desarrollo Educativo y Formación Profesional las competencias que actualmente tiene atribuidas la Consejería de Educación y Deporte, salvo las competencias en materia de deporte".
Decreto del Presidente 10/2022, de 25 de julio, sobre reestructuración de Consejerías

## Estructura
De acuerdo con el Decreto 154/2022, de 9 de agosto, por el que se establece la estructura orgánica de la Consejería de Desarrollo Educativo y Formación Profesional, la Consejería, bajo la superior dirección de su titular, se estructura, para el ejercicio de sus competencias, en los siguientes órganos directivos: 
- Viceconsejería.
- Secretaría General de Desarrollo Educativo, con rango de Viceconsejería.
  - Dirección General de Planificación, Centros y Enseñanza Concertada.
  - Dirección General del Profesorado y Gestión de Recursos Humanos.
  - Dirección General de Ordenación, Inclusión, Participación y Evaluación Educativa.
- Secretaría General de Formación Profesional y Tecnologías Avanzadas, con rango de Viceconsejería.
  - Dirección General de Formación Profesional.
  - Dirección General de Tecnologías Avanzadas y Transformación Educativa.
- Secretaría General Técnica.

### Entes adscritos a la Consejería
Figuran adscritas a la Consejería las siguientes entidades instrumentales:
- Agencia Pública Andaluza de Educación (adscrita orgánicamente a través de la Viceconsejería y funcionalmente a través de la Dirección General de Planificación, Centros y Enseñanza Concertada).
- Instituto de Enseñanzas a Distancia de Andalucía (dependiente de la Dirección General de Formación Profesional).
- Instituto Andaluz de Cualificaciones Profesionales (dependiente de la Dirección General de Formación Profesional).
- Consorcio Parque de las Ciencias (adscrita orgánicamente a través de la Viceconsejería y funcionalmente a través de la Secretaría General de Desarrollo Educativo).
- Consorcio de Ciencia Principia (adscrita a través de la Delegación Territorial en Málaga).
- Consejo Escolar de Andalucía.
- Consejo Andaluz de Enseñanzas Artísticas Superiores (adscrita a través de la Secretaría General de Desarrollo Educativo).
- Comisión Andaluza de Formación del Profesorado (adscrita a través de la Dirección General de Tecnologías Avanzadas y Transformación Educativa).
- Observatorio para la Convivencia Escolar en Andalucía (adscrita a través de la Dirección General de Ordenación, Inclusión, Participación y Evaluación Educativa).

## Consejeros
| Imagen                                                     | Nombre                                      | Mandato                                    | Mandato                                    | Mandato                                    | Partido                                    | Partido                                    | Presidente de la Junta                     | Presidente de la Junta                       | Monarca                   | Ref.  |
| Imagen                                                     | Nombre                                      | Nombramiento                               | Cese                                       | Duración                                   | Partido                                    | Partido                                    | Presidente de la Junta                     | Presidente de la Junta                       | Monarca                   | Ref.  |
| ---------------------------------------------------------- | ------------------------------------------- | ------------------------------------------ | ------------------------------------------ | ------------------------------------------ | ------------------------------------------ | ------------------------------------------ | ------------------------------------------ | -------------------------------------------- | ------------------------- | ----- |
| Consejería de Educación                                    |                                             |                                            |                                            |                                            |                                            |                                            |                                            |                                              |                           |       |
|                                                            | Eugenio Alés Pérez (n. 1935)                | 2 de junio de 1978                         | 2 de junio de 1979                         | 1 año                                      |                                            | UCD                                        |                                            | Plácido Fernández Viagas (1978-1979)         | Juan Carlos I (1975-2014) |       |
| Consejería de Cultura                                      | Consejería de Cultura                       | Consejería de Cultura                      | Consejería de Cultura                      | Consejería de Cultura                      | Consejería de Cultura                      | Consejería de Cultura                      | Consejería de Cultura                      | Rafael Escuredo Martínez (1979-1984)         | Juan Carlos I (1975-2014) |       |
|                                                            | Rafael Vallejo (n. 1947)                    | 2 de junio de 1979                         | 28 de julio de 1982                        | 3 años y 56 días                           |                                            | PSOE-A                                     |                                            | Rafael Escuredo Martínez (1979-1984)         | Juan Carlos I (1975-2014) |       |
| Consejería de Educación                                    |                                             |                                            |                                            |                                            |                                            |                                            |                                            | Rafael Escuredo Martínez (1979-1984)         | Juan Carlos I (1975-2014) |       |
|                                                            | Manuel Gracia Navarro (n. 1946)             | 28 de julio de 1982                        | 25 de julio de 1986                        | 3 años y 362 días                          |                                            | PSOE-A                                     |                                            | Rafael Escuredo Martínez (1979-1984)         | Juan Carlos I (1975-2014) |       |
|                                                            | Manuel Gracia Navarro (n. 1946)             | 28 de julio de 1982                        | 25 de julio de 1986                        | 3 años y 362 días                          | José Rodríguez de la Borbolla (1984-1990)  | PSOE-A                                     |                                            |                                              | Juan Carlos I (1975-2014) |       |
| Consejería de Educación y Ciencia                          |                                             |                                            |                                            |                                            |                                            |                                            |                                            |                                              | Juan Carlos I (1975-2014) |       |
|                                                            | Antonio Pascual Acosta (n. 1951)            | 25 de julio de 1986                        | 2 de agosto de 1994                        | 8 años y 8 días                            |                                            | PSOE-A                                     |                                            |                                              | Juan Carlos I (1975-2014) |       |
|                                                            | Antonio Pascual Acosta (n. 1951)            | 25 de julio de 1986                        | 2 de agosto de 1994                        | 8 años y 8 días                            | Manuel Chaves González (1990-2009)         | PSOE-A                                     |                                            |                                              | Juan Carlos I (1975-2014) |       |
|                                                            | Inmaculada Romacho Romero (n. ¿?)           | 2 de agosto de 1994                        | 17 de abril de 1996                        | 1 año y 259 días                           |                                            | PSOE-A                                     |                                            |                                              | Juan Carlos I (1975-2014) |       |
| Consejería de Educación                                    |                                             |                                            |                                            |                                            |                                            |                                            |                                            |                                              | Juan Carlos I (1975-2014) |       |
|                                                            | Manuel Pezzi Ceretto (n. 1947)              | 17 de abril de 1996                        | 29 de abril de 2000                        | 4 años y 12 días                           |                                            | PSOE-A                                     |                                            |                                              | Juan Carlos I (1975-2014) |       |
| Consejería de Educación y Ciencia                          |                                             |                                            |                                            |                                            |                                            |                                            |                                            |                                              | Juan Carlos I (1975-2014) |       |
|                                                            | Cándida Martínez López (n. 1951)            | 29 de abril de 2000                        | 28 de enero de 2008                        | 7 años y 274 días                          |                                            | PSOE-A                                     |                                            |                                              | Juan Carlos I (1975-2014) |       |
| Consejería de Educación                                    |                                             |                                            |                                            |                                            |                                            |                                            |                                            |                                              | Juan Carlos I (1975-2014) |       |
|                                                            | María Teresa Jiménez Vílchez (n. 1964)      | 28 de enero de 2008                        | 24 de abril de 2009                        | 1 año y 86 días                            |                                            | PSOE-A                                     |                                            |                                              | Juan Carlos I (1975-2014) |       |
|                                                            | María del Mar Moreno Ruiz (n. 1962)         | 24 de abril de 2009                        | 23 de marzo de 2010                        | 333 días                                   |                                            | PSOE-A                                     |                                            | José Antonio Griñán Martínez 2009-2013)      | Juan Carlos I (1975-2014) |       |
|                                                            | Francisco Álvarez de la Chica (n. 1960)     | 23 de marzo de 2010                        | 7 de mayo de 2012                          | 2 años y 45 días                           |                                            | PSOE-A                                     |                                            | José Antonio Griñán Martínez 2009-2013)      | Juan Carlos I (1975-2014) |       |
|                                                            | María del Mar Moreno Ruiz (n. 1962)         | 7 de mayo de 2012                          | 10 de septiembre de 2013                   | 1 año y 126 días                           |                                            | PSOE-A                                     |                                            | José Antonio Griñán Martínez 2009-2013)      | Juan Carlos I (1975-2014) |       |
| Consejería de Educación, Cultura y Deporte                 | Consejería de Educación, Cultura y Deporte  | Consejería de Educación, Cultura y Deporte | Consejería de Educación, Cultura y Deporte | Consejería de Educación, Cultura y Deporte | Consejería de Educación, Cultura y Deporte | Consejería de Educación, Cultura y Deporte | Consejería de Educación, Cultura y Deporte | Consejería de Educación, Cultura y Deporte   | Felipe VI (2014-presente) |       |
|                                                            | Luciano Alonso Alonso (n. 1953)             | 10 de septiembre de 2013                   | 18 de junio de 2015                        | 1 año y 281 días                           |                                            | PSOE-A                                     |                                            | Susana Díaz Pacheco (2013-2019)              | Felipe VI (2014-presente) |       |
| Consejería de Educación                                    |                                             |                                            |                                            |                                            |                                            |                                            |                                            | Susana Díaz Pacheco (2013-2019)              | Felipe VI (2014-presente) |       |
|                                                            | Adelaida de la Calle Martín (n. 1948)       | 18 de junio de 2015                        | 9 de junio de 2017                         | 1 año y 356 días                           |                                            | PSOE-A                                     |                                            | Susana Díaz Pacheco (2013-2019)              | Felipe VI (2014-presente) |       |
|                                                            | Sonia Gaya Sánchez (n. 1969)                | 9 de junio de 2017                         | 22 de enero de 2019                        | 1 año y 227 días                           |                                            | PSOE-A                                     |                                            | Susana Díaz Pacheco (2013-2019)              | Felipe VI (2014-presente) |       |
| Consejería de Educación y Deporte                          |                                             |                                            |                                            |                                            |                                            |                                            |                                            |                                              | Felipe VI (2014-presente) |       |
|                                                            | Francisco Javier Imbroda Ortiz (n. 1961)    | 22 de enero de 2019                        | 2 de abril de 2022                         | 3 años y 90 días                           |                                            | Cs                                         |                                            | Juan Manuel Moreno Bonilla (2019-actualidad) | Felipe VI (2014-presente) | [ 6 ] |
|                                                            | Manuel Alejandro Cardenete Flores (n. 1961) | 2 de abril de 2022                         | 26 de julio de 2022                        | 95 días                                    |                                            | Cs                                         | [ 7 ]                                      | Juan Manuel Moreno Bonilla (2019-actualidad) | Felipe VI (2014-presente) |       |
| Consejería de Desarrollo Educativo y Formación Profesional |                                             |                                            |                                            |                                            |                                            |                                            |                                            | Juan Manuel Moreno Bonilla (2019-actualidad) | Felipe VI (2014-presente) |       |
|                                                            | Patricia del Pozo Fernández (n. 1969)       | 26 de julio de 2022                        | 29 de julio de 2024                        | 2 años y 3 días                            |                                            | PP-A                                       | [ 8 ]                                      | Juan Manuel Moreno Bonilla (2019-actualidad) | Felipe VI (2014-presente) |       |
|                                                            | Carmen Castillo (n. 1967)                   | 29 de julio de 2024                        | En el Cargo                                | 232 días                                   |                                            | PP-A                                       | [ 9 ]                                      | Juan Manuel Moreno Bonilla (2019-actualidad) | Felipe VI (2014-presente) |       |